# Гринсбург (Луизијана)
Гринсбург (енгл. Greensburg) град је у америчкој савезној држави Луизијана.

## Демографија
По попису из 2010. године број становника је 718, што је 87 (13,8%) становника више него 2000. године.
| Група             | 2000.       | 2010.       |
| Белци             | 417 (66,1%) | 351 (48,9%) |
| Афроамериканци    | 208 (33,0%) | 356 (49,6%) |
| Азијати           | 1 (0,2%)    | 0 (0,0%)    |
| Хиспаноамериканци | 5 (0,8%)    | 8 (1,1%)    |
| Укупно            | 631         | 718         |